# Gomphiocephalus gracilis
Gomphiocephalus gracilis är en mångfotingart som beskrevs av Karl Wilhelm Verhoeff 1943. Gomphiocephalus gracilis ingår i släktet Gomphiocephalus och familjen pärlbandsfotingar. Inga underarter finns listade i Catalogue of Life.